# Classification de Fitzpatrick
Pour les articles homonymes, voir Fitzpatrick.

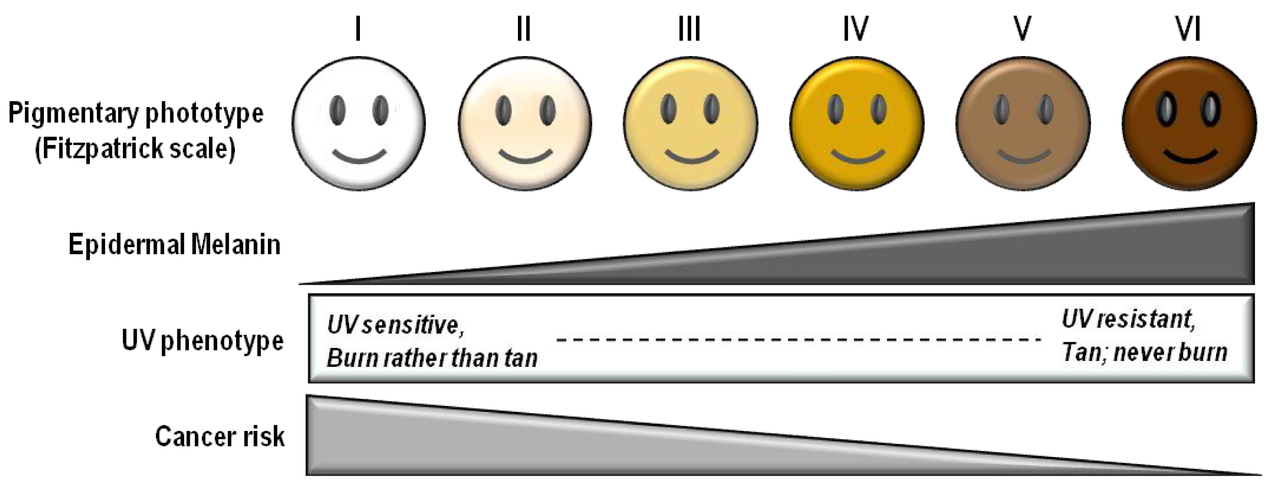
La première ligne présente la classification de Fitzpatrick. Plus le taux de mélanine (deuxième ligne) est élevé, moins il y a risque de cancer (quatrième ligne), le risque de mélanome est notamment inversement proportionnel.

La classification de Fitzpatrick ou phototype permet de classer les individus selon la réaction de leur peau lors d'une exposition solaire.

## Historique
La classification a été créée en 1975 par Thomas B. Fitzpatrick (en), un dermatologiste de Harvard[réf. souhaitée].

## Valeurs de référence

### PhototypeI
Réaction au soleil : ne bronze pas, rougit plutôt et attrape systématiquement des coups de soleil.
Type : teint très blanc, laiteux ou clair, taches de rousseur très fréquentes, cheveux blond clair ou roux (la base de rousseur est plutôt encore plus claire), yeux clairs bleu-vert ou exceptionnellement marron pâle (plutôt des roux, surtout les personnes rousses de la base la plus claire, aussi les personnes blondes avec notamment les yeux bleus de gamme très pâle, et encore plus certains yeux verts associés).

### PhototypeII
Réaction au soleil : bronze difficilement, rougit facilement et attrape souvent des coups de soleil.
Type : teint très clair à clair qui peut hâler, cheveux roux soutenu parfois sans éphélides, blond roux, blonds plutôt moyens-foncés ou châtain, des taches de rousseur sont souvent présentes au moins au soleil y compris en l'absence de rousseur capillaire, yeux clairs du bleu gris au marron noisette (plutôt des blonds, essentiellement le blond moyen jusqu'à tirer vers le châtain-brun pâle et les yeux assez clairs, ou vert soutenu, moins pâles que la rousseur générale, aussi les nuances de blond roux ou de roux blond vénitien et la rousseur plutôt seulement capillaire soutenue jusqu'à tirer vers le brun-rouge modéré).
Ces phototypes blond-roux moyens (exceptionnellement de grande blancheur cutanée associée à des tons capillaires ou oculaires sombres) sont classés par simplification comme mélano-compromis.

### PhototypeIII
Réaction au soleil : a parfois des coups de soleil et des rougissements, bronze progressivement.
Type : teint intermédiaire clair modéré à mat limite, cheveux blonds ou châtain plutôt foncés, yeux bruns (à vert franc), avec taches de rousseur et coups de soleil possibles (essentiellement la gamme des châtains).

### PhototypeIV
Réaction au soleil : attrape peu de coups de soleil, bronze rapidement.
Type : teint mat, cheveux châtains, bruns ou noirs limite, yeux foncés (essentiellement la gamme des bruns à l'exclusion des cheveux noirs). 
Ces phototypes plutôt bruns, dont les yeux peuvent par exception au critère distinctif être de ton bleu ou vert clair, sont notablement mélano-compétents.

### PhototypeV
Réaction au soleil : a rarement des coups de soleil, bronze rapidement.
Type : teint brun, foncé, naturellement pigmenté, yeux foncés, cheveux foncés (cheveux et yeux tendant sauf exception vers la gamme noire sans mélanodermie marquée ou très marquée).

### PhototypeVI
Réaction au soleil : peau foncée, n'a pratiquement jamais de coups de soleil (et le bronzage ne se voit pas).
Type : peau noire, cheveux noirs (les yeux sont presque toujours d'un brun très soutenu ou noirs).
On parle de phototypes assez mélano-protégés.

## Spécificités
Connaître son phototype permet de choisir une crème solaire adaptée.
Les peaux claires ont besoin d'une protection plus élevée (SPF 50) contre les UV que les peaux mates. Elles sont plus sensibles au soleil car la mélanine jaune dite phéomélanine est moins réactive au soleil et elles ont ainsi plus de risques de développer un cancer de la peau[réf. nécessaire].
Les peaux foncées possèdent une plus grande quantité de mélanine brune dite eumélanine, qui filtre naturellement les UV. Néanmoins la protection n'est pas parfaite et elles ont aussi besoin de protection UV (SPF 30). En outre, des personnes de phototypes V ou VI peuvent développer parfois davantage d'autres types de mélanome, non directement liés aux UV.
Enfin, une catégorie correspondant à un phototype 0 est réservée au sein de l'échelle aux personnes albinos. La peau est franchement blanche, les cheveux sont blanc jaune pâle, les yeux caractéristiques. Ne synthétisant pas la mélanine, les phototypes 0 ne peuvent pas s'exposer au soleil.